# Тебеса (област)
Тебеса (на арабски: ولاية تبسة) е област на Алжир. Населението ѝ е 648 703 жители (по данни от април 2008 г.), а площта 14 227 кв. км. Намира се в часова зона UTC+01. Телефонният ѝ код е +213 (0) 37. Административен център е град Тебеса.